# Dinklager Mühlenbach
Dinklager Mühlenbach ist der Name eines etwa 15 km langen Baches, der auf dem Gebiet der Gemeinde Holdorf entspringt, die Stadt Dinklage von Süden nach Norden durchfließt und sich im Norden der Stadt mit der Aue zur Lager Hase vereinigt. Der Bach verläuft ausschließlich auf dem Gebiet des Landkreises Vechta und gehört zum Gewässersystem der Hase und damit der Ems. Der Einzugsbereich des Dinklager Mühlenbachs und seiner Nebengewässer umfasst 136,31 km².

## Nomenklatur
Maßgeblich für den Sprachgebrauch in diesem Artikel ist die Nomenklatur amtlicher Stellen, vor allem des Niedersächsischen Landesbetriebs für Wasserwirtschaft, Küsten- und Naturschutz und des Landkreises Vechta. Abweichend hiervon wird gelegentlich der 3,2 km lange Abschnitt des Dinklager Mühlenbachs zwischen der Einmündung des Hopener Mühlenbachs und der Vereinigung mit der Aue als Oberlauf der Lager Hase betrachtet. Eine weitere Abweichung von der offiziellen Namensgebung besteht darin, den Unterlauf der Dinkel dem Dinklager Mühlenbach zuzurechnen und gleichzeitig den Jansbach bis zu km 5,5 fließen zu lassen (wo dem amtlichen Sprachgebrauch zufolge die Dinkel in den Dinklager Mühlenbach mündet).

## Verlauf
Die Quellen des Dinklager Mühlenbaches liegen unweit östlich der Bundesautobahn 1 nördlich des Ortskerns von Holdorf an den Ausläufern der Dammer Berge. Der Bach verläuft von Anfang an in etwa parallel zu der Autobahn in nördlicher Richtung und bildet dabei auf weiten Strecken die Grenze zwischen der Gemeinde Holdorf im Osten und der Stadt Dinklage im Westen. Er nimmt von rechts den Sievenbach, den Kreuzbach und den Barkhoffsbach (bei km 10,9) auf. Bei dessen Mündung wird der Dinklager Mühlenbach nach Westen verschwenkt und (bei km 10,8) unter der Autobahn hindurchgeleitet. Er fließt anschließend in nördlicher und kurz darauf in nordwestlicher Richtung weiter und nimmt (bei km 6,9) den Trenkampsbach – auch Mühl(en)er Mühlenbach genannt – von rechts sowie von links (bei km 5,7) den Brookbach auf. Bis zu seiner Vereinigung mit der Aue behält der Bach danach seine nach Norden gerichtete Fließrichtung bei. Kurz hinter dem Brookbach mündet, bei km 5,5 von rechts kommend, die Dinkel in den Dinklager Mühlenbach. Es folgen, jeweils von rechts kommend, (bei km 4,1) die Plaggenriehe und (bei km 3,2) der Hopener Mühlenbach, bei km 1,9 von links der Bünner Bach und von rechts der Höner Markgraben, bevor der Bach die nördliche Stadtgrenze von Dinklage und damit die Grenze zum Landkreis Cloppenburg erreicht.
Nach der amtlichen Nomenklatur ist der Jansbach ein linkes Nebengewässer des Barkhoffsbachs.

## Ökologie
In ihrem Pilotbericht stellten 2004 die Bezirksregierung Weser-Ems und der NLWKN über die sandigen Zuflüsse zur mittleren Hase fest, dass die linken Zuflüsse der Hase und die ihr nicht aus dem Landkreis Vechta zufließenden Gewässer die „strukturell besseren Gewässer“ seien. Schlechter werden die aus dem Landkreis Vechta zufließenden Gewässer Bakumer Bach, Dinklager Mühlenbach, Aue und Bokerner Bach wegen ihrer „hohen Güteeinbußen“ bewertet.
Für den Bereich nordwestlich der Autobahn 1 wurden Überschwemmungsgebiete des Dinklager Mühlenbachs amtlich festgelegt.